# Le Prieur-raket

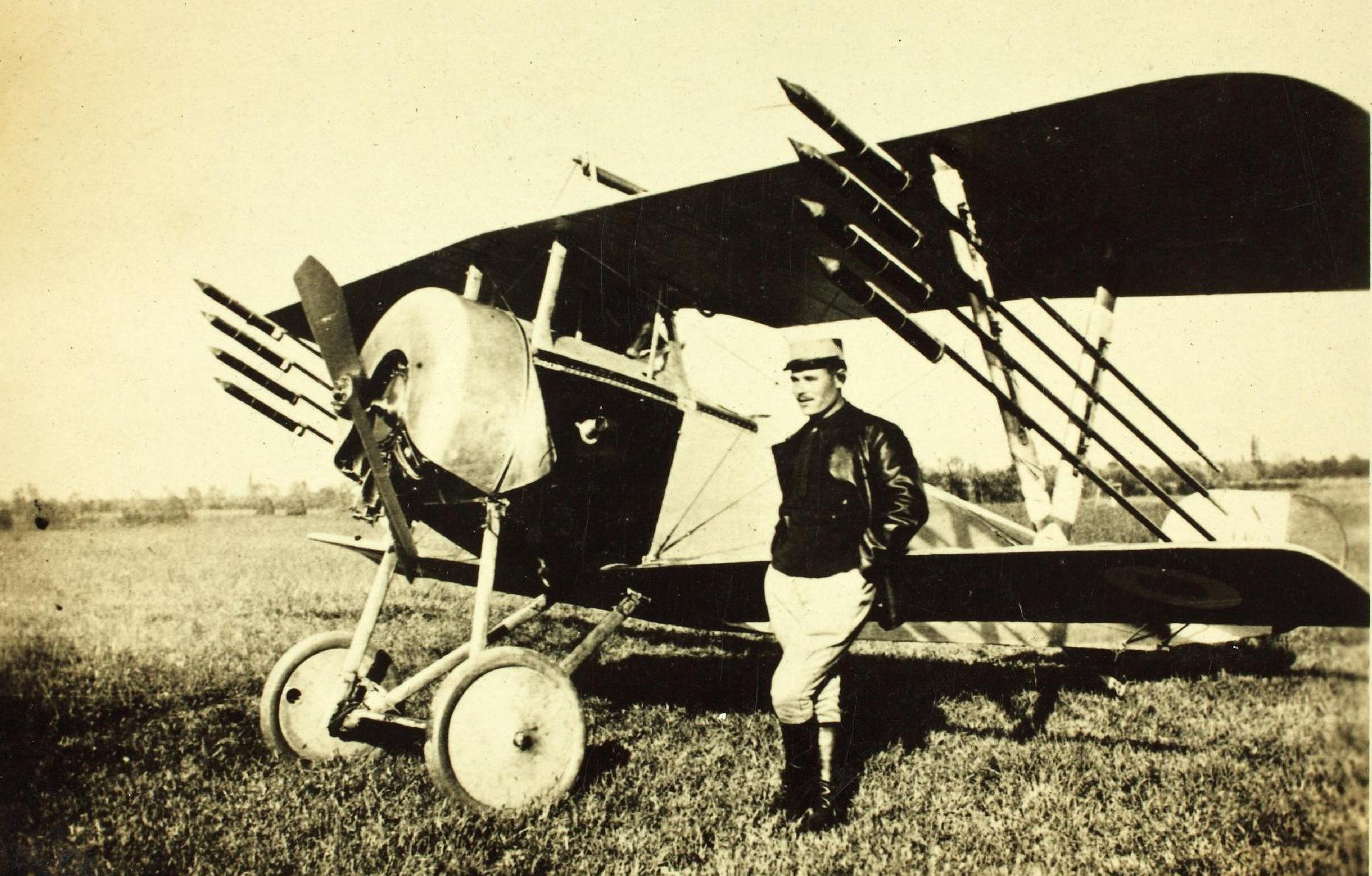
Een Nieuport 11 gewapend met Le Prieur-raketten

De Le Prieur-raket (Frans: Fusées Le Prieur) was een type ongeleide lucht-luchtraket die in de Eerste Wereldoorlog gebruikt werd om luchtschepen en observatieballonnen neer te schieten.
De raket is uitgevonden door de Franse luitenant Yves Le Prieur. Hij werd voor het eerst gebruikt bij de Slag om Verdun. De door buskruit aangedreven raket had slechts een effectief bereik van ongeveer 115 meter. Hij werd elektrisch gelanceerd vanaf de steun van een dubbeldekker vliegtuig. Groot-Brittannië zette de raket zonder succes in tegen bombarderende zeppelins. Het lukte wel er luchtballonnen mee neer te halen. Onder andere Frankrijk, Groot-Brittannië, België en Duitsland gebruikten dit type raket.